# Ophrys spuria
Ophrys spuria är en orkidéart som beskrevs av Gottfried Keller och Ludwig Vasilievič Reinhard. Ophrys spuria ingår i ofryssläktet, och familjen orkidéer. Inga underarter finns listade i Catalogue of Life.